# Milesia
Milesia is een vliegengeslacht uit de familie van de zweefvliegen (Syrphidae).

## Soorten
- M. bella Townsend, 1897
- M. crabroniformis (Fabricius, 1775)
- M. scutellata Hull, 1924
- M. semiluctifera (Villers, 1798)
- M. virginiensis (Drury, 1773)